# Коростель (Ленинградская область)
Коростель (фин. Karstala) — деревня в Кузёмкинском сельском поселении Кингисеппского района Ленинградской области.

## История
На карте Ингерманландии А. И. Бергенгейма, составленной по шведским материалам 1676 года, она обозначена как деревня Karstalla.
На шведской «Генеральной карте провинции Ингерманландии» 1704 года — как Karstala.
Как деревня Кастала она упомянута на карте Ингерманландии А. Ростовцева 1727 года.
Как деревня Каростели нанесена на карте Санкт-Петербургской губернии 1792 года А. М. Вильбрехта.
На карте Санкт-Петербургской губернии Ф. Ф. Шуберта 1834 года она обозначена под названием Каростоль.

КАРОСТЕЛЬ — деревня принадлежит Казённому ведомству, число жителей по ревизии: 57 м. п., 67 ж. п. (1838 год)

На карте профессора С. С. Куторги 1852 года, упомянута деревня Коростоль.

КОРОСТЕЛЬ — деревня Ораниенбаумского дворцового правления, 21 верста по почтовой, а остальное по просёлочной дороге, число дворов — 16, число душ — 38 м. п. (1856 год)

КОРОСТЕЛЬ — деревня, число жителей по X-ой ревизии 1857 года: 64 м. п., 64 ж. п., всего 128 чел.

- Деревня Коростель на карте 1860 года

В 1860 году деревня называлась Каростоль и насчитывала 18 дворов. С противоположным берегом реки она была связана паромом.

КОРОСТЕЛЬ — деревня казённая при реке Россони, число дворов — 19, число жителей: 69 м. п., 73 ж. п. (1862 год)

КОРОСТЕЛЬ — деревня, по земской переписи 1882 года: семей — 30, в них 74 м. п., 84 ж. п., всего 158 чел.

КОРОСТЕЛЬ — деревня, число хозяйств по земской переписи 1899 года — 29, число жителей: 86 м. п., 89 ж. п., всего 175 чел.
 разряд крестьян: бывшие государственные; народность: русская — 173 чел., смешанная — 2 чел.

В конце XIX — начале XX века деревня административно относилась к Наровской волости 2-го стана Ямбургского уезда Санкт-Петербургской губернии. Население деревни было смешанным — ижорско-русским.
В 1920 году по Тартускому мирному договору, территория на которой находилась деревня Коростель, так называемая Эстонская Ингерманландия, отошла независимой Эстонии. В 1920 году в деревне числилось 28 землевладельцев, 34 домовладельца и 180 жителей (все русские).
Деревня Коростель (Карстала), расположенная на берегу реки Россонь, между деревнями Калливере и Вяйкюля, была единственной в Эстонской Ингерманландии русской деревней. Вторая часть деревни, лежащая на противоположном берегу Россони, называлась Горка. Всего русских в Эстонской Ингерманландии насчитывалось около 200 человек.
- План деревни Коростель. 1926 год

Согласно советской топографической карте 1926 года деревня называлась Карстува и насчитывала 34 крестьянских двора. С противоположным берегом она была связана паромом.
В период с 1920 по 1940 год деревня находилась в составе волости Нарва, Эстония.
С 1940 по 1944 год — в составе Эстонской ССР.
В 1943 году в деревне проживали 79 человек. За жителями деревни числилось: 53,5 га обрабатываемых сельхозугодий, 17 лошадей, 34 коровы, 28 овец и 3 свиньи.
В 1944 году была передана в состав Ленинградской области РСФСР.
По данным 1966 и 1973 годов деревня Каростель находилась в составе Куровицкого сельсовета Кингисеппского района.
По данным 1990 года деревня Коростель входила в состав Кузёмкинского сельсовета.
Население деревни в 1997 году — 5 человек, в 2002 году — 10 человек (русские — 80 %), в 2007 году — вновь 5, в 2010 году — 6.

## География
Деревня расположена в западной части района на реке Россонь.
Расстояние до административного центра поселения — 16 км.

## Демография
| 1862 | 2007 | 2010 | 2017 |
| ---- | ---- | ---- | ---- |
| 142  | ↘5   | ↗6   | ↗8   |

Согласно данным Всероссийской переписи населения 2021 года в деревне проживали 72 человека, национальность не указали.

## Улицы
Дачная, Старосельская, Южная.